# Замшани (Польща)
Замшани (пол. Zamszany) — село в Польщі, у гміні Неліш Замойського повіту Люблінського воєводства.
Населення — 82 особи (2011).
У 1975-1998 роках село належало до Замойського воєводства.

## Демографія
Демографічна структура станом на 31 березня 2011 року:
|          | Загалом | Допрацездатний вік | Працездатний вік | Постпрацездатний вік |
| -------- | ------- | ------------------ | ---------------- | -------------------- |
| Чоловіки | 42      | 7                  | 28               | 7                    |
| Жінки    | 40      | 7                  | 18               | 15                   |
| Разом    | 82      | 14                 | 46               | 22                   |